# بطولة أمريكا المفتوحة 1985 - الزوجي المختلط
في بطولة أمريكا المفتوحة 1985 - الزوجي المختلط فاز كل من مارتينا نافراتيلوفا وهاينز جنثارت على إليزابيث سميلي وجون فيتزجيرالد في المباراة النهائية بنتيجة 6–3، 6–4.

## التوزيع
1. مارتينا نافراتيلوفا /  هاينز جنثارت (البطولة)
2. إليزابيث سميلي /  جون فيتزجيرالد (تنس) (النهائي)
3. ويندي تيرنبول /  جون لويد (نصف النهائي)
4. كاثي جوردان /  ستيف دينتون (الجولة الأولى)
5. باولا سميث /  غاري دونلي (ربع النهائي)
6. مانويلا ماليفا /  توم غوليكسون (الجولة الثانية)
7. هانا ماندليكوفا /  إيلي ناستاسي (الجولة الثانية)
8. لورا أريا /  هانس غيلدمايستر (الجولة الأولى)

## المباريات

### مفتاح
- Q = متأهل Qualifier
- WC = وايلد كارد Wild Card
- LL = خاسر محظوظ Lucky Loser
- Alt = بديل Alternate
- SE = Special Exempt
- PR = تصنيف محمي Protected Ranking
- w/o = فوز سهل Walkover
- r = انسحاب Retired
- d = Defaulted
- SR = Special ranking
- ITF = ITF entry
- JE = Junior exempt

### النهائي
| النهائي |                                     |   |   |  |  |  |  |
|         |                                     |   |   |  |  |  |  |
| 1       | مارتينا نافراتيلوفا هاينز جنثارت    | 6 | 6 |  |  |  |  |
| 2       | إليزابيث سميلي جون فيتزجيرالد (تنس) | 3 | 4 |  |  |  |  |